# Skate America 2010
Navigation
Édition précédente Édition suivante
Le Skate America est une compétition internationale de patinage artistique qui se déroule aux États-Unis au cours de l'automne. Il accueille des patineurs amateurs de niveau senior dans quatre catégories: simple messieurs, simple dames, couple artistique et danse sur glace.
Le vingt-neuvième Skate America est organisé du 11 au 14 novembre 2010 à la Rose Garden Arena de Portland dans l'Oregon. Il est la quatrième compétition du Grand Prix ISU senior de la saison 2010/2011.

## Résultats

### Messieurs

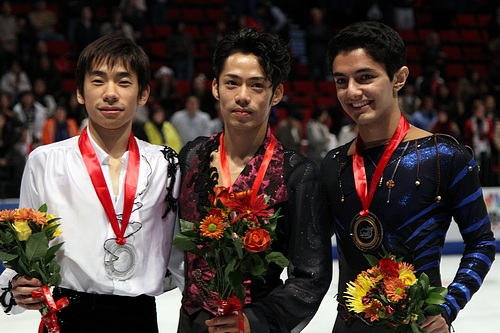
Podium des Messieurs

| Rang | Nom                  | Pays       | Points | Programme court | Programme court | Programme libre | Programme libre |
| ---- | -------------------- | ---------- | ------ | --------------- | --------------- | --------------- | --------------- |
| 1    | Daisuke Takahashi    | Japon      | 227.07 | 2               | 78.12           | 1               | 148.95          |
| 2    | Nobunari Oda         | Japon      | 226.09 | 1               | 79.28           | 2               | 146.81          |
| 3    | Armin Mahbanoozadeh  | États-Unis | 211.17 | 4               | 67.61           | 3               | 143.56          |
| 4    | Adam Rippon          | États-Unis | 203.12 | 3               | 73.94           | 7               | 129.18          |
| 5    | Daisuke Murakami     | Japon      | 203.00 | 5               | 67.01           | 4               | 135.99          |
| 6    | Kevin Van Der Perren | Belgique   | 194.63 | 8               | 62.22           | 5               | 132.41          |
| 7    | Adrian Schultheiss   | Suède      | 188.20 | 7               | 63.71           | 9               | 124.49          |
| 8    | Shawn Sawyer         | Canada     | 186.62 | 11              | 56.94           | 6               | 129.68          |
| 9    | Stephen Carriere     | États-Unis | 184.20 | 10              | 59.14           | 8               | 125.06          |
| 10   | Nan Song             | Chine      | 180.10 | 9               | 62.21           | 10              | 117.89          |
| 11   | Denis Ten            | Kazakhstan | 176.11 | 6               | 64.50           | 11              | 111.61          |
| 12   | Viktor Pfeifer       | Autriche   | 162.47 | 12              | 55.01           | 12              | 107.46          |

### Dames

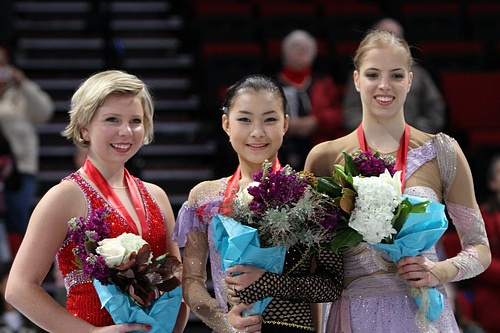
Podium des Dames

| Rang | Nom                  | Pays         | Points | Programme court | Programme court | Programme libre | Programme libre |
| ---- | -------------------- | ------------ | ------ | --------------- | --------------- | --------------- | --------------- |
| 1    | Kanako Murakami      | Japon        | 164.93 | 2               | 54.75           | 2               | 110.18          |
| 2    | Rachael Flatt        | États-Unis   | 162.86 | 4               | 51.02           | 1               | 111.84          |
| 3    | Carolina Kostner     | Italie       | 154.87 | 1               | 60.28           | 6               | 94.59           |
| 4    | Joshi Helgesson      | Suède        | 146.90 | 3               | 51.17           | 5               | 95.73           |
| 5    | Amélie Lacoste       | Canada       | 146.68 | 6               | 50.55           | 4               | 96.13           |
| 6    | Viktoria Helgesson   | Suède        | 142.26 | 12              | 41.91           | 3               | 100.35          |
| 7    | Elene Gedevanishvili | Géorgie      | 139.36 | 8               | 45.27           | 7               | 94.09           |
| 8    | Maé-Bérénice Meité   | France       | 137.05 | 7               | 48.27           | 8               | 88.78           |
| 9    | Caroline Zhang       | États-Unis   | 132.49 | 5               | 50.66           | 10              | 81.83           |
| 10   | Jenna McCorkell      | Royaume-Uni  | 127.76 | 11              | 42.87           | 9               | 84.89           |
| 11   | Min-Jeong Kwak       | Corée du Sud | 125.21 | 10              | 44.41           | 11              | 80.80           |
| 12   | Alexe Gilles         | États-Unis   | 122.46 | 9               | 44.86           | 12              | 77.60           |

### Couples

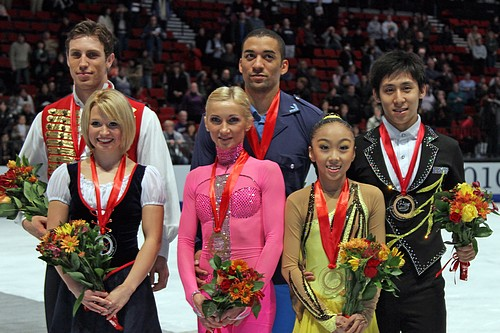
Podium des couples artistiques

| Rang | Nom                                     | Pays        | Points | Programme court | Programme court | Programme libre | Programme libre |
| ---- | --------------------------------------- | ----------- | ------ | --------------- | --------------- | --------------- | --------------- |
| 1    | Aljona Savchenko / Robin Szolkowy       | Allemagne   | 197.70 | 1               | 63.99           | 1               | 133.71          |
| 2    | Kirsten Moore-Towers / Dylan Moscovitch | Canada      | 175.48 | 2               | 61.64           | 2               | 113.84          |
| 3    | Sui Wenjing / Han Cong                  | Chine       | 170.07 | 4               | 57.53           | 3               | 112.54          |
| 4    | Caydee Denney / Jeremy Barrett          | États-Unis  | 166.42 | 3               | 58.49           | 4               | 107.93          |
| 5    | Ksenia Stolbova / Fedor Klimov          | Russie      | 159.49 | 5               | 53.73           | 6               | 105.76          |
| 6    | Marissa Castelli / Simon Shnapir        | États-Unis  | 153.33 | 7               | 47.24           | 5               | 106.09          |
| 7    | Felicia Zhang / Taylor Toth             | États-Unis  | 126.70 | 6               | 48.13           | 7               | 78.57           |
| 8    | Stacey Kemp / David King                | Royaume-Uni | 115.92 | 8               | 42.00           | 8               | 73.92           |

### Danse sur glace

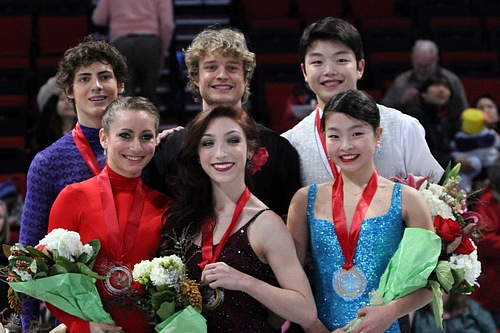
Podium de la danse sur glace

| Rang | Nom                                          | Pays        | Points | Danse courte | Danse courte | Danse libre | Danse libre |
| ---- | -------------------------------------------- | ----------- | ------ | ------------ | ------------ | ----------- | ----------- |
| 1    | Meryl Davis / Charlie White                  | États-Unis  | 156.68 | 1            | 63.62        | 1           | 93.06       |
| 2    | Vanessa Crone / Paul Poirier                 | Canada      | 149.08 | 2            | 60.41        | 2           | 88.67       |
| 3    | Maia Shibutani / Alex Shibutani              | États-Unis  | 144.81 | 4            | 56.46        | 3           | 88.35       |
| 4    | Kaitlyn Weaver / Andrew Poje                 | Canada      | 142.34 | 3            | 59.48        | 4           | 82.86       |
| 5    | Ekaterina Riazanova / Ilia Tkachenko         | Russie      | 137.14 | 5            | 55.52        | 5           | 81.62       |
| 6    | Lynn Kriengkrairut / Logan Giulietti-Schmitt | États-Unis  | 130.72 | 6            | 52.13        | 6           | 78.59       |
| 7    | Cathy Reed / Chris Reed                      | Japon       | 113.39 | 8            | 44.40        | 7           | 68.99       |
| 8    | Penny Coomes / Nicholas Buckland             | Royaume-Uni | 111.29 | 7            | 49.43        | 8           | 61.86       |
| 9    | Stefanie Frohberg / Tim Giesen               | Allemagne   | 104.18 | 9            | 44.03        | 9           | 60.15       |

## Sources
- Résultats du Skate America 2010 sur le site de l'ISU
- Patinage Magazine N°125 (Janvier/Février 2011)